# 1103
Évszázadok: 11. század – 12. század – 13. század
Évtizedek: 1050-es évek – 1060-as évek – 1070-es évek – 1080-as évek – 1090-es évek – 1100-as évek – 1110-es évek – 1120-as évek – 1130-as évek – 1140-es évek – 1150-es évek
Évek: 1098 – 1099 – 1100 – 1101 –  1102 – 1103 – 1104 – 1105 – 1106 – 1107 – 1108

## Események
- tavasszal – I. Bohemund antiochiai fejedelem kiszabadul a török fogságból.[1]
- október 19. – III. Amadeus (II. Humbert fia) lesz Savoya grófja (1148-ig uralkodik).

## Születések
- Toba japán császár.
- William Adelin, I. Henrik angol király fia.
- Adeliza, I. Henrik angol király második felesége.
- I. Alfonz toulouse-i gróf.

## Halálozások
- január 17. – Frutolf bencés szerzetes, krónikaíró (* 1038 k.)
- október 19. – II. Humbert savoyai gróf (* 1065 k.)
- augusztus 24. – III. Magnus norvég király (* 1073)